# Ratpenat de ferradura de Dobson
El ratpenat de ferradura de Dobson (Rhinolophus yunanensis) és una espècie de ratpenat de la família dels rinolòfids. Viu a la Xina, l'Índia, Myanmar i Tailàndia. El seu hàbitat natural són els densos boscos muntanyosos entre els massissos de bambú. No hi ha cap amenaça significativa per a la supervivència d'aquesta espècie, tot i que està afectada per la pèrdua d'hàbitat.